# Five Mile Lagoon
Die Five Mile Lagoon ist eine Lagune im Westland District der Region West Coast auf der Südinsel von Neuseeland.

## Geographie
Die Five Mile Lagoon befindet sich nahe der Küste, 2,7 km ostnordöstlich der Mündung des Waiho River in die Tasmansee und 7 km südwestlich der Ōkārito Lagoon. Die  17 Hektar große und in einer Südwest-Nordost ausgerichtete Lagune liegt weit verzweigt, mit bis zu 10 Armen, in einem Feuchtgebiet und bis zu 600 m von der Küste entfernt. Die gesamte Lagune erstreckt sich über eine Länge von 2,9 km und die Breite der einzelnen Arme kommt nicht über 80 m hinaus.
Der einzige erkennbare Zufluss findet über einen kleinen Bach von Süden aus statt. Entwässert wird die Lagune an ihrem nordnordöstlichen Ende über den Five Mile Creek, der wenige hundert Meter später in die Tasmansee mündet.